# Luisa Almaguer
Luisa Almaguer (Azcapotzalco, Ciudad de México)  es una cantante, actriz y comunicadora transgénero mexicana. Su sonido abarca la trova, el shoegaze, el hyperpop y el grunge, entre otros. Ha participado en diversos proyectos musicales, y en distintos festivales de música como el FICUNAM, el Festival Marvin, Museo Tamayo, MUAC, Multiforo Alicia, Centro de Cultura Digital. También fue parte del festival REMEXCLA, el primero organizado por Spotify en México. Además ha colaborado con Damon Albarn y, fundó el primer podcast latinoamericano de experiencias trans, llamado La hora trans. Para Luisa, es importante presentarse como cantante trans por la violencia y estigmatización que vive esta comunidad en Latinoamérica.
En su música habla de las experiencias trans, así como de la violencia que vive esta comunidad y su experiencia siendo víctima de estas. En su etapa como actriz, ha contribuido en The Gigantes, Una mano bajo la nieve y otras historias, y Padre Pablo.

## Discografía
- Mijillo (2016)[7]
- Mataronomatar (2019)[8]
- Azotea (2024)